# یملیتس-کلاین دوبن
یملیتس-کلاین دوبن (به آلمانی: Jämlitz-Klein Düben) یک شهر در آلمان است که در اشپری-نایسه واقع شده‌است. یملیتس-کلاین دوبن ۵۰۱ نفر جمعیت دارد.